# Liste der Monuments historiques in Rumilly-lès-Vaudes
Die Liste der Monuments historiques in Rumilly-lès-Vaudes führt die Monuments historiques in der französischen Gemeinde Rumilly-lès-Vaudes auf.

## Liste der Immobilien
| Bezeichnung          | Beschreibung                  | Standort                     | Kennzeichnung | Schutzstatus | Datum | Bild           |
| -------------------- | ----------------------------- | ---------------------------- | ------------- | ------------ | ----- | -------------- |
| Kirche St-Martin     | zwischen 1527 und 1549 erbaut | Place François Mothré (Lage) | PA00078212    | Classé       | 1840  | weitere Bilder |
| Manoir des Tourelles | Herrenhaus, 16. Jahrhundert   | 1 route de Lantages (Lage)   | PA00078213    | Classé       | 1903  | weitere Bilder |

## Liste der Objekte
| Bezeichnung                            | Beschreibung | Standort                             | Kennzeichnung | Schutzstatus | Datum | Bild |
| -------------------------------------- | --- | ------------------------------------ | ------------- | ------------ | ----- | ---- |
| Skulptur Heiliger Martin               | Kalkstein, weiß gefasst, 17. Jahrhundert                                                                         | in der Kirche St-Martin (Lage)       | PM10004217    | Inscrit      | 1975  |      |
| Gemälde Christus fällt unter dem Kreuz | Ölfarbe auf Leinwand, 18. Jahrhundert                                                                            | in der Kirche St-Martin (Lage)       | PM10004219    | Inscrit      | 1975  |      |
| Expositionsnische                      | Holz, vergoldet, 18. Jahrhundert                                                                                 | in der Kirche St-Martin (Lage)       | PM10004221    | Inscrit      | 1975  |      |
| Zwei Seitenaltäre                      | jeweils Altartisch und Retabel; Eichenholz, farbig gefasst, 18. Jahrhundert; zugehörig PM10004284 und PM10004285 | in der Kirche St-Martin (Lage)       | PM10004222    | Inscrit      | 1975  |      |
| Gemälde Mariä Verkündigung             | Ölfarbe auf Leinwand, 1736 von Guillaume Cossard                                                                 | in der Kirche St-Martin (Lage)       | PM10004284    | Inscrit      | 1975  |      |
| Gemälde Taufe Christi                  | Ölfarbe auf Leinwand, 1744 von Joseph Shedler                                                                    | in der Kirche St-Martin (Lage)       | PM10004285    | Inscrit      | 1975  |      |
| Skulptur Heilige Brigitta              | Kalkstein, farbig gefasst, zweite Hälfte des 16. Jahrhunderts                                                    | in der Kirche St-Martin (Lage)       | PM10001846    | Classé       | 1975  |      |
| Altaraufbau und Tabernakel             | Eichenholz, vergoldet, 18. Jahrhundert                                                                           | in der Kirche St-Martin (Lage)       | PM10001841    | Classé       | 1975  |      |
| Skulptur Erzengel Gabriel              | Kalkstein, zweite Hälfte des 16. Jahrhunderts                                                                    | außen an der Kirche St-Martin (Lage) | PM10001837    | Classé       | 1975  |      |
| Skulptur eines Heiligen                | Kalkstein, 16. Jahrhundert                                                                                       | außen an der Kirche St-Martin (Lage) | PM10001838    | Classé       | 1975  |      |
| Skulptur einer Heiligen                | Kalkstein, 16. Jahrhundert                                                                                       | außen an der Kirche St-Martin (Lage) | PM10001839    | Classé       | 1975  |      |
| Skulptur Heiliger Sebastian            | Kalkstein, weiß gefasst, 16. Jahrhundert                                                                         | in der Kirche St-Martin (Lage)       | PM10004215    | Inscrit      | 1975  |      |
| Skulptur Heiliger Laurentius           | Holz, weiß gefasst, 16. Jahrhundert                                                                              | in der Kirche St-Martin (Lage)       | PM10004218    | Inscrit      | 1975  |      |
| Zwei Opferstöcke                       | Eichenholz, Schmiedeeisen, 16. Jahrhundert                                                                       | in der Kirche St-Martin (Lage)       | PM10001832    | Classé       | 1913  |      |
| Kelch                                  | Silber, vergoldet, 17. Jahrhundert                                                                               | in der Kirche St-Martin (Lage)       | PM10001834    | Classé       | 1975  |      |
| Reiterskulptur Heiliger Martin         | Kalkstein, 16. Jahrhundert                                                                                       | außen an der Kirche St-Martin (Lage) | PM10001830    | Classé       | 1908  |      |
| Skulptur Unterweisung Mariens          | Holz, weiß gefasst, 17. Jahrhundert                                                                              | in der Kirche St-Martin (Lage)       | PM10001844    | Classé       | 1975  |      |
| Skulptur Madonna mit Kind (1)          | Kalkstein, weiß gefasst, 17. Jahrhundert                                                                         | in der Kirche St-Martin (Lage)       | PM10004216    | Inscrit      | 1975  |      |
| Gemälde Erzengel Michael               | Ölfarbe auf Leinwand, 18. Jahrhundert; nach Raffael                                                              | in der Kirche St-Martin (Lage)       | PM10004220    | Inscrit      | 1975  |      |
| Sessel                                 | Eichenholz, erste Hälfte des 18. Jahrhunderts                                                                    | in der Kirche St-Martin (Lage)       | PM10001833    | Classé       | 1975  |      |
| Verkündigungsmadonna                   | Kalkstein, 16. Jahrhundert                                                                                       | außen an der Kirche St-Martin (Lage) | PM10001836    | Classé       | 1975  |      |
| Skulptur Johannes der Täufer           | mit Sockel; Holz, grau gefasst, 16. Jahrhundert                                                                  | in der Kirche St-Martin (Lage)       | PM10001845    | Classé       | 1975  |      |
| Skulptur Johannes Evangelist           | mit Sockel; Holz, grau gefasst, 16. Jahrhundert                                                                  | in der Kirche St-Martin (Lage)       | PM10001843    | Classé       | 1975  |      |
| Skulptur Heilige Barbara               | Kalkstein, einfarbig gefasst, 16. Jahrhundert                                                                    | in der Kirche St-Martin (Lage)       | PM10001842    | Classé       | 1975  |      |
| Skulptur Salvator mundi                | Kalkstein, weiß gefasst, 16. Jahrhundert                                                                         | in der Kirche St-Martin (Lage)       | PM10001835    | Classé       | 1975  |      |
| Skulpturen der zwölf Apostel           | an den Pfeilern des Kirchenschiffs; Kalkstein, Mitte des 16. Jahrhunderts                                        | in der Kirche St-Martin (Lage)       | PM10001829    | Classé       | 1908  |      |
| Weihwasserbecken                       | Gusseisen, 16. Jahrhundert                                                                                       | in der Kirche St-Martin (Lage)       | PM10004214    | Inscrit      | 1975  |      |
| Kirchenfenster                         | aus dem 16. Jahrhundert                                                                                          | in der Kirche St-Martin (Lage)       | PM10001826    | Classé       | 1840  |      |
| Skulptur Heilige Katharina             | Kalkstein, 16. Jahrhundert                                                                                       | außen an der Kirche St-Martin (Lage) | PM10003460    | Classé       | 1975  |      |
| Skulptur Heiliger Bernhard             | Kalkstein, 16. Jahrhundert                                                                                       | außen an der Kirche St-Martin (Lage) | PM10001840    | Classé       | 1975  |      |
| Gedenktafel an die Weihe der Kirche    | Kalkstein, bezeichnet 1549                                                                                       | in der Kirche St-Martin (Lage)       | PM10001828    | Classé       | 1840  |      |
| Skulptur Madonna mit Kind (2)          | Kalkstein, farbig gefasst, 14. Jahrhundert                                                                       | in der Kirche St-Martin (Lage)       | PM10001831    | Classé       | 1908  |      |
| Passionsretabel                        | Kalkstein, farbig gefasst und vergoldet, bezeichnet 1533 und 1536                                                | in der Kirche St-Martin (Lage)       | PM10001827    | Classé       | 1840  |      |